# Фергюсон, Нил (историк)
Нил Кэ́мпбелл Ду́глас Фе́ргюсон (англ. Niall Campbell Douglas Ferguson; р. 18 апреля 1964) — британский (шотландский) историк, писатель и журналист, профессор в Гарвардском университете и старший научный сотрудник Оксфордского университета, Гуверовского института и Стэнфордского университета. Его научные исследования посвящены всемирной истории, экономической истории, а также британскому и американскому империализму.

## Биография
Родился в Глазго (Шотландия), 18 апреля 1964 года в семье Джеймса Кэмпбелла Фергюсона, врача, и Молли Арчибальд Гамильтон, учительницы физики.
В 1985 году он окончил Оксфордский университет с отличием по истории и получил степень магистра. В 1986—1988 годах изучал ганзейские науки в Гамбургском университете. В 1989 году получил степень доктора философии в оксфордском Магдален-колледже за диссертацию на тему «Бизнес и политика в условиях инфляции в Германии: Гамбург, 1914—1924».
Отмечал, что в начале 2000-х годах его переманили из скучной карьеры в Оксбридже в Соединённые Штаты, «где на самом деле были деньги и власть». Автор двух книг о банковском деле XIX века, он стал известен широкой публике благодаря книге The Pity of War (1998). Она, как отмечает в своей рецензии индийский писатель Панкадж Мишра, «казалась мальчишеской и привлекательно ревизионистской, и создала репутацию Фергюсона: он был самоуверенным, „провокационным“ и забавным, и все это, кажется, более ценится в британской интеллектуальной культуре, чем в любой другой». По замечанию того же комментатора, Фергюсон «быстро и без трений стал самым заметным беженцем из постимперской Британии, чтобы поддержать консенсус Вашингтона (и Нью-Йорка)».
Являлся проф. Нью-Йоркского университета.
Известен своими (преимущественно консервативными) взглядами на целый ряд исторических вопросов, которые некоторые называют спорными или провокационными. Например, Фергюсон утверждает, что для последующей мировой истории было бы лучше, если бы Германия выиграла Первую мировую войну, поддерживает британский колониализм, подвергает резкой критике ислам, поддерживает войну США в Ираке, резко отрицательно относится к существующей в России власти во главе с Путиным и сравнивает современную Россию с Веймарской Германией. И вместе с тем Фергюсон утверждал, что квинтумвират Трампа, Путина, Си, Мэй и Ле Пен дал бы миру надежду на мир и процветание. Ранее он поддерживал G2. Кроме этого Фергюсон активно выступал за достижение Соединёнными Штатами энергетической независимости.
В 2000 году вошёл в список 100 самых влиятельных людей мира по версии журнала Time. С 2011 года является автором-редактором Bloomberg Television и обозревателем Newsweek. В 2008 году был советником Джона Маккейна в ходе его президентской кампании. Известен как последовательный критик политики, которую проводил президент США Барак Обама.
Отмечал про себя: «На протяжении 2006 и 2007 годов, когда другие пали жертвами иррационального изобилия, я неоднократно предупреждал об опасностях крупного финансового кризиса, исходящего от рынка субстандартного ипотечного кредитования США». Панкадж Мишра напоминал в 2011 про его «недавнее пересмотренное пророчество о том, что Индия опередит Китай, как и про шумные предвестники американской империи, от которой он теперь открещивается».

## Личная жизнь
С 2011 года Нил Фергюсон женат вторым браком на правозащитнице сомалийского происхождения Айаан Хирси Али. Их сын Томас родился в декабре 2011 года.

## Критика
Советский и российский социолог Александр Тарасов считает Фергюсона фальсификатором истории, пытающимся обелить Британскую империю и реанимировать имперскую историческую школу.
Относительно экономических взглядов Фергюсона нобелевский лауреат по экономике Пол Кругман заметил, что «он позёр… когда дело доходит до экономики, то он не утруждает себя пониманием основ, полагаясь на ехидные комментарии и поверхностный ум, чтобы передать впечатление мудрости. Это всё стиль, никакого понимания сути».

## Избранные сочинения
- The Pity of War. — New York: Basic Books, 1999. — ISBN 0-465-05711-X.
- The House of Rothschild: The World's Banker, 1849–1999. — New York: Viking Press, 1999. — ISBN 0-670-88794-3.
- Empire: How Britain Made the Modern World (London, Allen Lane, 2003, ISBN 7-139-96153-X) {Рец.: Л. Колли, Andrew Porter (historian)[англ.], Ян Моррис, Митико Какутани, Felipe Fernández-Armesto[англ.], Piers Brendon[англ.]} — Вышла как дополнение к телесериалу Channel 4, ответу на чрезвычайно успешный сериал BBC Саймона Шамы. В рец. в India Today автора даже окрестили «новым Гиббоном»[22].
- Colossus: The Rise and Fall of the American Empire (2004)
- Civilization: The West and the Rest (2011) {Рец. Pankaj Mishra[англ.]}

### На русском языке
- Восхождение денег = The Ascent of Money: A Financial History of the World (2008) / Пер. с англ. А. Коляндра и И. Файбисовича. — М.: Астрель, Corpus, 2010. — ISBN 978-5-17-077906-2.
- Империя: чем современный мир обязан Британии / Пер. с англ. К. Бандуровского. — М.: Астрель, Corpus, 2013. — ISBN 978-5-17-077808-9.
- Цивилизация: чем Запад отличается от остального мира / Пер. с англ. К. Бандуровского. — М.: АСТ, Corpus, 2014. — 544 с. — ISBN 978-5-17-083651-2. {Рец.: Ауров, Олег Валентинович}
- Великое вырождение: как разрушаются институты и гибнут государства / Пер. с англ. И. Кригера. — М.: АСТ, Corpus, 2016. — ISBN 978-5-17-091608-5.
- Дом Ротшильдов. Пророки денег. 1798—1848. / [пер. с англ. Л. А. Игоревского]. — М.: Центрполиграф, 2019. — 669, [1] с., [4] л. ил., портр. : ил. ISBN 978-5-227-08588-7
- Дом Ротшильдов. Мировые банкиры. 1849—1999. / [пер. с англ. Л. А. Игоревского]. — М.: Центрполиграф, 2019. — 734, [1] с., [4] л. ил., портр. : ил., табл. ISBN 978-5-227-08653-2
- Горечь войны : новый взгляд на Первую мировую. / Пер. с англ. Евгения Губницкого и Ильи Кригера. — М.: АСТ : Соrрus, 2019. — 635, [2] с., [16] л. ил., портр. : табл. ISBN 978-5-17-102020-0
- Площадь и башня. Сети и власть от масонов до Facebook = The Square and the Tower. Networks, Hierarchies and the Struggle for Global Power. / Пер. с англ. Татьяна Азаркович. — М.: АСТ, Corpus, 2020. — 733, [1] с., [8] л. ил. ISBN 978-5-17-109384-6
- Злой рок. Политика катастроф = Doom. The politics of catastrophe. / Пер. с англ. В. Измайлова. — М.: АСТ, Corpus, 2023. — 653 с. : ил., портр. — ISBN 978-5-17-136914-9 Описание на Элементах.ру